# Cnooc International
Cnooc International anciennement Nexen est une entreprise canadienne qui faisait partie de l'indice TSX 60 productrice de pétrole et gaz naturel.
Sa production au 2e trimestre 2012 a été de 207 kbbl/j. Fin 2011, les réserves prouvées de Nexen atteignent 900 millions de barils, les réserves probables atteignent 1,12 milliard de barils et les réserves estimées atteignent 5,6 milliards de barils en grande partie dans les sables bitumineux.

## Histoire
Le 23 juillet 2012, le chinois CNOOC annonce un accord pour le rachat Nexen pour un montant de 15,1 milliards de dollars américains. Cet investissement est le plus important réalisé par une entreprise chinoise au Canada. Cette acquisition fait suite à un total de 2,8 milliards de dollars américains investis par CNOOC au Canada depuis 2005 et notamment une part dans MEG Energy (en), partenaire de Nexen.
En janvier 2019 la société prend le nom de Cnooc International.